# Liste des dirigeants des organisations internationales
 (novembre 2023).
Cette page dresse la liste des dirigeants actuels des principales organisations internationales.

## A-C
| Organisation                                                                                 | Statut                                                | Nom                                                                       | Depuis (le)        |
| -------------------------------------------------------------------------------------------- | ----------------------------------------------------- | ------------------------------------------------------------------------- | ------------------ |
| ACP (Pays d’Afrique, des Caraïbes et du Pacifique)                                           | Secrétaire général                                    | Mohammed Mumuni (Ghana)                                                   | 1er avril 2013     |
| Agence internationale de l’énergie (AIE)                                                     | Directeur exécutif                                    | Fatih Birol (Turquie)                                                     | 1er septembre 2015 |
| Agence internationale de l’énergie atomique (AIEA)                                           | Directeur général                                     | Yukiya Amano (Japon)                                                      | 1er décembre 2009  |
| Agence internationale de l’énergie renouvelable (IRENA)                                      | Directeur général                                     | Adnan Amin (Kenya)                                                        | 21 octobre 2010    |
| Assemblée parlementaire de la Méditerranée (APM)                                             | Secrétaire général                                    | Sergio Piazzi (Malte)                                                     | 1er juillet 2007   |
| Assemblée parlementaire de la Méditerranée (APM)                                             | Président de l’Assemblée                              | Francesco Amoruso (Italie)                                                | Octobre 2012       |
| Association des États de la Caraïbe (AEC)                                                    | Secrétaire général                                    | Alfonso Múnera Cavadía (Colombie)                                         | 12 avril 2012      |
| Association des nations de l’Asie du Sud-Est (ASEAN)                                         | Secrétaire général                                    | Surin Pitsuwan (Thaïlande)                                                | 7 janvier 2008     |
| Association européenne de libre-échange (AELE)                                               | Secrétaire général                                    | Kristinn F. Árnason (Islande)                                             | 1er septembre 2012 |
| Association sud-asiatique pour la coopération régionale (ASARC)                              | Secrétaire général                                    | Arjun Bahadur Thapa (Népal)                                               | 1er mars 2014      |
| Autorité intergouvernementale pour le développement (IGAD)                                   | Secrétaire exécutif                                   | Mahboub Maalim (Kenya)                                                    | 14 juin 2008       |
| Autorité internationale des fonds marins (ISA)                                               | Secrétaire général                                    | Michael W. Lodge (Royaume-Uni)                                            | 1er janvier 2017   |
| Banque africaine de développement (BAD)                                                      | Président                                             | Akinwumi Adesina (Nigeria)                                                | 1er septembre 2015 |
| Banque asiatique de développement (BASD)                                                     | Président                                             | Takehiko Nakao (Japon)                                                    | 28 avril 2013      |
| Banque asiatique d’investissement pour les infrastructures (AIIB)                            | Président                                             | Jin Liqun (Chine)                                                         | 16 janvier 2016    |
| Banque des règlements internationaux (BRI)                                                   | Président du directoire                               | Christian Noyer (France)                                                  | 7 mars 2010        |
| Banque des règlements internationaux (BRI)                                                   | Directeur général                                     | Jaime Caruana (Espagne)                                                   | 1er avril 2009     |
| Banque européenne pour la reconstruction et le développement (BERD)                          | Président                                             | Sir Suma Chakrabarti (Royaume-Uni)                                        | 3 juillet 2012     |
| Banque interaméricaine de développement                                                      | Président                                             | Luis Alberto Moreno (Colombie)                                            | 1er octobre 2005   |
| Banque islamique de développement (BID)                                                      | Président                                             | Ahmad Mohamed Ali (Arabie saoudite)                                       | 20 octobre 1975    |
| Banque mondiale                                                                              | Président                                             | Jim Yong Kim (États-Unis)                                                 | 1er juillet 2012   |
| Benelux                                                                                      | Secrétaire général                                    | J.P.R.M. van Laarhoven (Pays-Bas)                                         | 1er janvier 2007   |
| CNUCED                                                                                       | Secrétaire général                                    | Dr. Mukhisa Kituyi (Kenya)                                                | 1er septembre 2013 |
| Comité international de la Croix-Rouge (CICR)                                                | Président                                             | Peter Maurer (Suisse)                                                     | 1er juillet 2012   |
| Comité international olympique (CIO)                                                         | Président                                             | Thomas Bach (Allemagne)                                                   | 17 septembre 2013  |
| Comité international paralympique (CIP)                                                      | Président                                             | Sir Philip Craven (Royaume-Uni)                                           | 8 décembre 2001    |
| Commission centrale pour la navigation du Rhin (CCNR)                                        | Secrétaire général                                    | Bruno Georges (Belgique)                                                  | 1er novembre 2016  |
| Commission de l’océan Indien (COI)                                                           | Secrétaire général                                    | Jean-Claude de l’Estrac (Maurice)                                         | 12 juillet 2012    |
| Commission du Danube                                                                         | Président                                             | Dimitar Ikonomov (Bulgarie)                                               | 4 juin 2011        |
| Commission du Danube                                                                         | Directeur général                                     | István Valkár (Hongrie)                                                   | 2007               |
| Commonwealth                                                                                 | Chef                                                  | Charles III                                                               | 8 septembre 2022   |
| Commonwealth                                                                                 | Secrétaire général                                    | Patricia Scotland, baronne Scotland of Asthal (Dominique/Royaume-Uni)     | 1er avril 2016     |
| Communauté andine                                                                            | Secrétaire général                                    | Walker San Miguel (Bolivie)                                               | 11 janvier 2016    |
| Communauté andine                                                                            | Président du Parlement andin                          | Javier Reátegui Rosselló (Pérou)                                          | 14 juillet 2014    |
| Communauté caribéenne (Caricom)                                                              | Secrétaire général                                    | Irwin LaRocque (Dominique)                                                | 15 août 2011       |
| Communauté d’Afrique de l’Est (CAE)                                                          | Secrétaire général                                    | Libérat Mfumukeko (Burundi)                                               | 25 avril 2016      |
| Communauté d’Afrique de l’Est (CAE)                                                          | Speaker de l'Assemblée législative est-africaine      | Daniel Fred Kidega (Ouganda)                                              | 19 décembre 2014   |
| Communauté de développement d'Afrique australe (SADC)                                        | Secrétaire exécutif                                   | Tomaz Salomão (Mozambique)                                                | 1er septembre 2005 |
| Communauté des États indépendants (CEI)                                                      | Secrétaire exécutif                                   | Sergueï Lebedev (Russie)                                                  | 5 octobre 2007     |
| Communauté des États sahélo-sahariens (CEN-SAD)                                              | Secrétaire général                                    | Ibrahim Sani Abani (Niger) (intérim)                                      | 18 février 2013    |
| Communauté des pays de langue portugaise (CPLP)                                              | Secrétaire exécutif                                   | Maria do Carmo Trovoada Pires de Carvalho Silveira (São Tomé-et-Príncipe) | 9 janvier 2017     |
| Communauté du Pacifique                                                                      | Directeur général                                     | Stuart Minchin (Australie)                                                | 23 janvier 2020    |
| Communauté économique des États de l’Afrique de l’Ouest (CEDEAO)                             | Présidente                                            | Ellen Johnson-Sirleaf (Liberia)                                           | 4 juin 2016        |
| Communauté économique des États de l’Afrique de l’Ouest (CEDEAO)                             | Président de la Commission                            | Marcel Alain de Souza (Bénin)                                             | 8 avril 2016       |
| Communauté économique des États de l’Afrique de l’Ouest (CEDEAO)                             | Présidente du Parlement                               | Maria do Céu Silva Monteiro (Guinée-Bissau)                               | 18 juin 2014       |
| Confédération de football d’Amérique du Nord, d’Amérique centrale et des Caraïbes (Concacaf) | Président                                             | Jeffrey Webb (Îles Caïmans)                                               | 23 mai 2012        |
| Confédération africaine de football (CAF)                                                    | Président                                             | Ahmad Ahmad (Madagascar)                                                  | 16 mars 2017       |
| Confédération asiatique de football (AFC)                                                    | Président                                             | Zhang Jilong (Chine)                                                      | 14 juin 2011       |
| Confédération de football d’Océanie (OFC)                                                    | Président                                             | David Chung (Malaisie/Papouasie-Nouvelle-Guinée)                          | 2010               |
| Confédération sud-américaine de football (CONMEBOL)                                          | Président                                             | Alejandro Dominguez (Paraguay)                                            | 26 janvier 2016    |
| Conseil de l’Arctique                                                                        | Présidence                                            | Canada                                                                    | 2013               |
| Conseil de l’Arctique                                                                        | Secrétaire général                                    | Magnús Jóhannesson (Islande)                                              | 1er février 2013   |
| Conseil de coopération du Golfe (CCG)                                                        | Secrétaire général                                    | Abdoulatif ben Rachid el-Zaïani (Bahreïn)                                 | 1er avril 2011     |
| Conseil de l’Europe                                                                          | Secrétaire général                                    | Thorbjørn Jagland (Norvège)                                               | 1er octobre 2009   |
| Conseil de l’Europe                                                                          | Présidence du Comité des ministres                    | République tchèque                                                        | 19 mai 2017        |
| Conseil de l’Europe                                                                          | Président de l’APCE                                   | Pedro Agramunt (Espagne)                                                  | 25 janvier 2016    |
| Conseil de l’Europe                                                                          | Président du Congrès des pouvoirs locaux et régionaux | Keith Whitmore (Royaume-Uni)                                              | 26 octobre 2010    |
| Conseil de l’Europe                                                                          | Président de la CEDH                                  | Guido Raimondi (Italie)                                                   | 1er novembre 2015  |
| Conseil de l’Europe                                                                          | Commissaire aux droits de l’homme                     | Nils Muižnieks (Lettonie)                                                 | 1er avril 2012     |
| Conseil des États de la mer Baltique (CEMB)                                                  | Directeur général                                     | Maira Mora (Lettonie)                                                     | 1er septembre 2016 |
| Conseil des ministres nordique                                                               | Présidence                                            | Norvège                                                                   | 1er janvier 2017   |
| Conseil des ministres nordique                                                               | Secrétaire général                                    | Dagfinn Høybråten (Norvège)                                               | 4 mars 2013        |
| Conseil nordique                                                                             | Présidente                                            | Britt Lundberg (Åland)                                                    | 1er janvier 2017   |
| Conseil nordique                                                                             | Secrétaire général                                    | Britt Bohlin (Suède)                                                      | 1er janvier 2014   |
| Coopération économique pour l’Asie-Pacifique (APEC)                                          | Secrétaire général                                    | Alan Bollard (Nouvelle-Zélande)                                           | 1er janvier 2013   |
| Cour permanente d'arbitrage (CPA)                                                            | Secrétaire général                                    | Hugo Hans Siblesz (Pays-Bas)                                              | 1er mai 2012       |
| Cour internationale de justice (CIJ)                                                         | Président                                             | Ronny Abraham (France)                                                    | 6 février 2015     |
| Cour pénale internationale (CPI)                                                             | Présidente                                            | Silvia Fernández de Gurmendi (Argentine)                                  | 11 mars 2015       |
| Cour pénale internationale (CPI)                                                             | Président du bureau de l’Assemblée des États-parties  | Sidiki Kaba (Sénégal)                                                     | 8 décembre 2014    |

## D-O
| Organisation                                                                   | Statut                                                   | Nom                                              | Depuis (le)        |
| ------------------------------------------------------------------------------ | -------------------------------------------------------- | ------------------------------------------------ | ------------------ |
| D-8                                                                            | Secrétaire général                                       | Seyed Ali Mohammad Mousavi (Iran)                | 2013               |
| FAO (Organisation des Nations unies pour l’alimentation et l’agriculture)      | Directeur général                                        | José Graziano da Silva (Brésil)                  | 1er janvier 2012   |
| Fédération internationale de basket-ball (FIBA)                                | Président                                                | Yvan Mainini (France)                            | 6 septembre 2010   |
| Fédération internationale de l'automobile (FIA)                                | Président                                                | Jean Todt (France)                               | 23 octobre 2009    |
| Fédération internationale des sociétés de la Croix-Rouge et du Croissant-Rouge | Président                                                | Tadateru Konoe (Japon)                           | 19 novembre 2009   |
| FIFA (Fédération internationale de football association)                       | Président                                                | Gianni Infantino (Suisse/Italie)                 | 26 février 2016    |
| Fonds international de développement agricole (FIDA)                           | Président                                                | Kanayo Nwanze (Nigéria)                          | 1er avril 2009     |
| Fonds monétaire international (FMI)                                            | Directeur général                                        | Kristalina Gueorguieva (Géorgie)                 | 1er octobre 2019   |
| Forum des îles du Pacifique (PIF)                                              | Secrétaire général                                       | Meg Taylor (Papouasie-Nouvelle-Guinée)           | 4 décembre 2014    |
| Francophonie                                                                   | Secrétaire général                                       | Michaëlle Jean (Canada)                          | 1er janvier 2015   |
| Haut Commissariat des Nations unies pour les réfugiés (HCR)                    | Haut Commissaire                                         | Filippo Grandi (Italie)                          | 1er janvier 2016   |
| IAAF                                                                           | Président                                                | Sebastian Coe (Royaume-Uni)                      | 31 août 2015       |
| Internationale socialiste                                                      | Président                                                | Georges Papandréou (Grèce)                       | Janvier 2006       |
| Internationale socialiste                                                      | Secrétaire général                                       | Luis Ayala (Chili)                               | Juin 1989          |
| Interpol                                                                       | Président                                                | Meng Hongwei (Chine)                             | 10 novembre 2016   |
| Interpol                                                                       | Secrétaire général                                       | Jürgen Stock (Allemagne)                         | 7 novembre 2014    |
| Ligue arabe                                                                    | Secrétaire général                                       | Ahmed Aboul Gheit (Égypte)                       | 1er juillet 2016   |
| Ligue arabe                                                                    | Président du Parlement arabe                             | Ali Salem Deqbasi (Koweït)                       | 22 mars 2011       |
| Marché commun de l’Afrique orientale et australe (COMESA)                      | Secrétaire général                                       | Sindiso Ndema Ngwenya (Zimbabwe)                 | Mai 2008           |
| Marché commun du Sud (Mercosur)                                                | Secrétaire général                                       | Linda Rabbaglietti Amor (Uruguay)                | 1er janvier 2017   |
| Mouvement des non-alignés                                                      | Président                                                | Nicolás Maduro (Venezuela)                       | 13 septembre 2016  |
| Nouvelle banque de développement                                               | Secrétaire général                                       | Kundapur Vaman Kamath (Inde)                     | 21 juillet 2015    |
| OCDE (Organisation de coopération et de développement économiques)             | Secrétaire général                                       | José Ángel Gurría Treviño (Mexique)              | 1er juin 2006      |
| ONU (Organisation des Nations unies)                                           | Secrétaire général                                       | António Guterres (Portugal)                      | 1er janvier 2017   |
| ONU (Organisation des Nations unies)                                           | Président de l’Assemblée générale                        | Peter Thomson (Fidji)                            | 13 septembre 2016  |
| ONU (Organisation des Nations unies)                                           | Présidence du Conseil de sécurité                        | Chine                                            | 1er juillet 2017   |
| ONU (Organisation des Nations unies)                                           | Membres permanents du Conseil de sécurité                | Chine, États-Unis, France, Royaume-Uni et Russie | 24 octobre 1945    |
| ONU (Organisation des Nations unies)                                           | Membres du Conseil de sécurité pour la période 2016-2017 | Égypte, Japon, Sénégal, Ukraine et Uruguay       | 1er janvier 2016   |
| ONU (Organisation des Nations unies)                                           | Membres du Conseil de sécurité pour la période 2017-2018 | Bolivie, Éthiopie, Italie, Kazakhstan et Suède   | 1er janvier 2017   |
| ONU (Organisation des Nations unies)                                           | Haut-Commissaire pour les réfugiés (UNHCR)               | Filippo Grandi (Italie)                          | 1er janvier 2016   |
| ONU (Organisation des Nations unies)                                           | Haut-Commissaire pour les droits de l’homme              | Michelle Bachelet (Chili)                        | 1er septembre 2018 |
| OPEP (Organisation des pays exportateurs de pétrole)                           | Secrétaire général                                       | Mohammed Barkindo (Nigeria)                      | 1er août 2016      |
| Organisation de coopération économique (ECO)                                   | Secrétaire général                                       | Chamil Aleskerov (Azerbaïdjan)                   | 13 août 2012       |
| Organisation de coopération de Shanghai                                        | Secrétaire général                                       | Dmitri Mezentsev (Russie)                        | 5 décembre 2012    |
| Organisation de la coopération islamique (OCI)                                 | Secrétaire général                                       | Iyad ben Amin Madani (Arabie saoudite)           | 1er janvier 2014   |
| Organisation de l’aviation civile internationale (OACI)                        | Président du Conseil                                     | Olumuyiwa Benard Aliu (Nigeria)                  | 1er janvier 2014   |
| Organisation de l’aviation civile internationale (OACI)                        | Secrétaire général                                       | Fang Liu (Chine)                                 | 1er août 2015      |
| Organisation des États américains (OEA)                                        | Secrétaire général                                       | Luis Almagro (Uruguay)                           | 26 mai 2015        |
| Organisation des États de la Caraïbe orientale (OECO)                          | Directeur général                                        | Didacus Jules (Sainte-Lucie)                     | 1er mai 2014       |
| Organisation des Nations unies pour le développement industriel (ONUDI)        | Directeur général                                        | Li Yong (Chine)                                  | 28 juin 2013       |
| Organisation des nations et des peuples non représentés (UNPO)                 | Secrétaire général                                       | Marino Busdachin (Italie)                        | 14 novembre 2003   |
| Organisation des nations et des peuples non représentés (UNPO)                 | Président de l’Assemblée générale                        | Nasser Boladai (Baloutchistan de l’Ouest)        | 4 juillet 2015     |
| Organisation du traité de coopération amazonienne (OTCA)                       | Secrétaire général                                       | Robby Ramlakhan (Suriname)                       | 2 juillet 2012     |
| Organisation hydrographique internationale (OHI)                               | Président du comité de direction                         | Robert Ward (Australie)                          | 1er septembre 2012 |
| Organisation internationale de normalisation (ISO)                             | Président                                                | John Walter (Canada)                             | 1er janvier 2018   |
| Organisation internationale de normalisation (ISO)                             | Secrétaire général                                       | Sergio Mujica (Chili)                            | 1er juillet 2017   |
| Organisation internationale du travail (OIT)                                   | Directeur général                                        | Guy Ryder (Royaume-Uni)                          | 1er octobre 2012   |
| Organisation internationale pour les migrations                                | Directeur général                                        | William Lacy Swing (États-Unis)                  | 1er octobre 2008   |
| Organisation islamique pour l’éducation, les sciences et la culture (ISESCO)   | Directeur général                                        | Abdulaziz Othman Altwaijri (Arabie saoudite)     | Novembre 1991      |
| Organisation maritime internationale (OMI)                                     | Secrétaire général                                       | Kitack Lim (Corée du Sud)                        | 1er janvier 2016   |
| Organisation météorologique mondiale (OMM)                                     | Président                                                | Gerhard Adrian (Allemagne)                       | juin 2019          |
| Organisation météorologique mondiale (OMM)                                     | Secrétaire général                                       | Petteri Taalas (Finlande)                        | 1er janvier 2016   |
| Organisation mondiale de la propriété intellectuelle (OMPI)                    | Directeur                                                | Daren Tang (Singapour)                           | 1er octobre 2020   |
| Organisation mondiale de la santé (OMS)                                        | Directeur général                                        | Tedros Adhanom (Éthiopie)                        | 1er juillet 2017   |
| Organisation mondiale de la santé animale (OIE)                                | Directrice générale                                      | Monique Eloit (France)                           | 1er janvier 2016   |
| Organisation mondiale des douanes (OMD)                                        | Secrétaire général                                       | Kunio Mikuriya (Japon)                           | 1er janvier 2009   |
| Organisation mondiale des douanes (OMD)                                        | Président du conseil                                     | Martyn Dunne (Nouvelle-Zélande)                  | 1er juillet 2008   |
| Organisation mondiale du commerce (OMC)                                        | Directeur général                                        | Roberto Azevêdo (Brésil)                         | 1er septembre 2013 |
| Organisation mondiale du tourisme (OMT)                                        | Secrétaire général                                       | Taleb Rifaï (Jordanie)                           | 1er mars 2009      |
| Organisation pour la sécurité et la coopération en Europe (OSCE)               | Président                                                | Sebastian Kurz (Autriche)                        | 1er janvier 2017   |
| Organisation pour la sécurité et la coopération en Europe (OSCE)               | Présidente de l’Assemblée parlementaire                  | Christine Muttonen (Autriche)                    | 5 juillet 2016     |
| Organisation pour la sécurité et la coopération en Europe (OSCE)               | Haut commissaire aux minorités nationales                | Astrid Thors (Finlande)                          | 20 août 2013       |
| Organisation pour l’interdiction des armes chimiques (OIAC)                    | Directeur général                                        | Ahmet Üzümcü (Turquie)                           | 25 juillet 2010    |
| OTAN (Organisation du traité de l’Atlantique Nord)                             | Secrétaire général                                       | Jens Stoltenberg (Norvège)                       | 1er septembre 2014 |
| OTAN (Organisation du traité de l’Atlantique Nord)                             | Commandant suprême des forces alliées en Europe          | Curtis M. Scaparrotti (États-Unis)               | 4 mai 2016         |

## P-Z
| Organisation                                                                                                   | Statut | Nom                                               | Depuis (le)        |
| --- | --- | ------------------------------------------------- | ------------------ |
| Parlement centraméricain (Parlacen)                                                                            | Présidente | Priscilla Weeden de Miró (Panama)                 | 28 octobre 2016    |
| Parlement latino-américain                                                                                     | Présidente | Gabriela Alejandra Rivadeneira Burbano (Équateur) | 12 février 2016    |
| Parlement latino-américain                                                                                     | Secrétaire général | Ariel « Elías » Castillo González (Panama)        | 16 mai 2015        |
| Plan de Colombo                                                                                                | Secrétaire général | Adam Naseer Maniku (Maldives)                     | 15 août 2011       |
| Programme alimentaire mondial (PAM)                                                                            | Directeur exécutif | David Beasley (États-Unis)                        | 4 avril 2017       |
| Programme des Nations unies pour le développement (PNUD)                                                       | Administrateur | Achim Steiner (Allemagne/Brésil)                  | 20 avril 2017      |
| Programme des Nations unies pour l’environnement (PNUE)                                                        | Directeur exécutif | Erik Solheim (Norvège)                            | 2016               |
| Secrétariat ibéro-américain (Segib)                                                                            | Secrétaire général | Rebeca Grynspan (Costa Rica)                      | 1er avril 2014     |
| Traité sur l’Antarctique                                                                                       | Secrétaire exécutif | Manfred Reinke (Allemagne)                        | 1er septembre 2009 |
| Union des associations européennes de football (UEFA)                                                          | Président | Aleksander Čeferin (Slovénie)                     | 14 septembre 2016  |
| UNESCO | Directeur général | Audrey Azoulay(France)                            | 13 novembre 2017   |
| UNICEF | Directeur exécutif | Anthony Lake (États-Unis)                         | 1er mai 2010       |
| Union africaine (UA)                                                                                           | Président | Alpha Condé (Guinée)                              | 30 janvier 2017    |
| Union africaine (UA)                                                                                           | Président de la Commission | Moussa Faki (Tchad)                               | 14 mars 2017       |
| Union africaine (UA)                                                                                           | Président du Parlement panafricain | Roger Nkodo Dang (Cameroun)                       | 29 mai 2015        |
| Union de la langue néerlandaise (NTU)                                                                          | Secrétaire général | Geert Joris (Belgique)                            | 1er janvier 2013   |
| Union des nations sud-américaines (Unasur)                                                                     | Président pro tempore | Tabaré Vázquez (Uruguay)                          | 1er mars 2015      |
| Union des nations sud-américaines (Unasur)                                                                     | Secrétaire général | Ernesto Samper (Colombie)                         | 11 septembre 2014  |
| Union du Maghreb arabe (UMA)                                                                                   | Secrétaire général | Taïeb Baccouche (Tunisie)                         | 1er février 2006   |
| Union économique eurasiatique (UEEA)                                                                           | Président du Conseil suprême | Alexandre Loukachenko (Biélorussie)               | 1er janvier 2015   |
| Union économique eurasiatique (UEEA)                                                                           | Président de la Commission | Viktor Khristenko (Russie)                        | 1er janvier 2015   |
| Union européenne (UE)                                                                                          | Président du Conseil européen | Charles Michel (Belgique)                         | 1er décembre 2019  |
| Union européenne (UE)                                                                                          | Présidente du Conseil (de l'Union) Affaires générales et relations extérieures et Haut Représentant de l'Union pour les affaires étrangères et la politique de sécurité | Josep Borrell (Espagne)                           | 1er décembre 2019  |
| Union européenne (UE)                                                                                          | Présidence du Conseil de l’Union (hors Conseil européen et hors Conseil Affaires générales et relations extérieures)                                                    | Estonie                                           | 1er juillet 2017   |
| Union européenne (UE)                                                                                          | Présidente de la Commission | Ursula von der Leyen (Allemagne)                  | 16 juillet 2019    |
| Union européenne (UE)                                                                                          | Président du Parlement européen | Antonio Tajani (Italie)                           | 17 janvier 2017    |
| Union européenne (UE)                                                                                          | Président de la Banque centrale européenne | Christine Lagarde (France)                        | 1er novembre 2019  |
| Union européenne (UE)                                                                                          | Médiateur européen | Emily O’Reilly (Irlande)                          | 1er octobre 2013   |
| Union européenne (UE)                                                                                          | Présidente du Comité des régions | Mercedes Bresso (Italie)                          | Février 2010       |
| Union européenne (UE)                                                                                          | Président de la Banque européenne d’investissement (BEI) | Werner Hoyer (Allemagne)                          | 1er janvier 2012   |
| Union européenne (UE)                                                                                          | Président de la Cour de justice | Koen Lenaerts (Belgique)                          | 8 octobre 2015     |
| Union européenne (UE)                                                                                          | Président de la Cour des comptes européenne | Vítor Manuel da Silva Caldeira (Portugal)         | 16 janvier 2008    |
| Union européenne (UE)                                                                                          | Président du Comité économique et social (CESE) | Georges Dassis (Grèce)                            | 2015               |
| Union internationale des télécommunications (UIT)                                                              | Secrétaire général | Zhao Houlin (Chine)                               | 1er janvier 2015   |
| Union interparlementaire (UIP)                                                                                 | Président | Gabriela Cuevas Barron (Mexique)                  | 18 octobre 2017    |
| Union interparlementaire (UIP)                                                                                 | Secrétaire général | Martin Chungong (Cameroun)                        | 1er juillet 2014   |
| Union postale universelle (UPU)                                                                                | Directeur général | Bishar Abdirahman Hussein (Kenya)                 | 1er janvier 2013   |
| Union pour la Méditerranée (UPM)                                                                               | Secrétaire général | Youssef Amrani (Maroc)                            | Mai 2011           |
| UNRWA (Office de secours et de travaux des Nations unies pour les réfugiés de Palestine dans le Proche-Orient) | Commissaire général | Filippo Grandi (Italie)                           | 1er janvier 2010   |
| World Rugby (WR)                                                                                               | Président | Bill Beaumont (Angleterre)                        | 1er juillet 2016   |